# Variable externa
Una  variable externa  és, en els llenguatges de programació C i C++, una variable declarada amb la paraula clau extern.

## Camp d'aplicació
Depenent del context, el terme pot adquirir dos significats diferents. Quan es fa ús del terme per a la declaració d'una variable,  extern  fa saber al compilador que la variable es trobarà a la taula de símbols d'una altra unitat. S'utilitza per exposar variables pertanyents a un fitxer a un o més fitxers addicionals. La declaració externa no és traduïda pel compilador sinó per l'enllaçador, amb això  extern  és un mecanisme vàlid per instal·lar modularitat a nivell del compilador.
Quan s'utilitza el terme per a la  instanciació d'una variable ,  extern  trasllada la variable a la taula de símbols de la unitat de traducció de manera que el símbol pugui ser referenciat des d'altres unitats. Per a això ha d'haver una implementació de la variable marcada com  extern  en un altre lloc, normalment en el fitxer capçalera (header).
Dos usos importants de l'externalització són: evitar referències circulars (de l'estil de declaracions en seccions en llenguatges com Pascal) i evitar cadenes de dependències compilades.
Les variables externes es poden declarar al marge dels blocs de funcions, en un fitxer de codi font de la mateixa manera que es declara qualsevol altra variable, especificant el seu tipus i el seu nom. No s'usa cap especificador de classe d'emmagatzematge, la posició de la declaració del fitxer indica la classe d'emmagatzematge extern. La memòria per a aquestes variables s'assigna quan el programa comença a ser executat i roman assignat fins a l'acabament d'aquest. Per a la majoria d'implementacions en C, cada byte de memòria assignat per una variable externa s'inicialitza a zero.
L'àmbit de les variables externes és global, és a dir, tot el codi font al fitxer després de les declaracions. Totes les funcions que segueixen a la declaració poden accedir a la variable externa fent servir el seu nom. No obstant això, si es declara una variable local amb el mateix nom, les referències al nom accedeixen a la cèl·lula de la variable local.

## Exemple (C)
fitxer 1:
```
 
int
 
VariableGlobal
;
//definició

 
void
 
una
 
funció
 
(
void
);
//declaració externa implícita

 
int
 
main
 
(){

 
VariableGlobal
 
=
 
1
;

 
Una
 
funció
 
();

 
return
 
0
;

 
}

```

fitxer 2:
```
 
extern
 
int
 
VariableGlobal
;
//declaració externa

 
void
 
una
 
funció
 
(
void
){

 
++
VariableGlobal
;

 
}

```

En aquest exemple la variable VariableGlobal és  definida  al fitxer 1. Per utilitzar la mateixa variable al fitxer 2, ha de ser  declarada  usant la paraula clau  extern . Independentment de la quantitat de fitxers, una variable global només es  defineix  una vegada, però ha de ser  declarada  usant extern en qualsevol fitxer a part d'aquell que conté la definició. Tècnicament, una funció és també externa, però en C i en C++ totes les funcions es consideren externes de forma predeterminada i normalment no necessiten ser declarades.